# Associazione Sportiva Massese 1976-1977
Questa pagina raccoglie le informazioni riguardanti l'Associazione Sportiva Massese nelle competizioni ufficiali della stagione 1976-1977.

## Rosa
| N. |                   | Ruolo | Calciatore         |
| -- | ----------------- | ----- | ------------------ |
|    | Italia (bandiera) | P     | Roberto Aliboni    |
|    | Italia (bandiera) | C     | Antonio Battistini |
|    | Italia (bandiera) | D     | Morris Bertacchini |
|    | Italia (bandiera) | C     | Renzo Castagnini   |
|    | Italia (bandiera) | C     | Paolo Chirco       |
|    | Italia (bandiera) | D     | Vincenzo Corrado   |
|    | Italia (bandiera) | A     | Gianni De Rosa     |
|    | Italia (bandiera) | D     | Luciano Filippi    |
|    | Italia (bandiera) | P     | Massimo Grassi     |
|    | Italia (bandiera) |       | Maccabruni         |
|    | Italia (bandiera) | A     | Gian Piero Menconi |
|    | Italia (bandiera) | C     | Paolo Meucci       |

| N. |                   | Ruolo | Calciatore          |
| -- | ----------------- | ----- | ------------------- |
|    | Italia (bandiera) | A     | Giuseppe Neumair    |
|    | Italia (bandiera) | C     | Sergio Orlandi      |
|    | Italia (bandiera) | D     | Luigi Raschi        |
|    | Italia (bandiera) | C     | Paolo Resta         |
|    | Italia (bandiera) | D     | Arnaldo Ricci       |
|    | Italia (bandiera) | P     | Romolo Santolamazza |
|    | Italia (bandiera) | C     | Libero Tognini      |
|    | Italia (bandiera) | D     | Domenico Vita       |
|    | Italia (bandiera) | A     | Giampiero Vitali    |
|    | Italia (bandiera) | D     | Vittorio Zanella    |
|    | Italia (bandiera) | D     | Maurizio Zanetti    |
|    | Italia (bandiera) | A     | Maurizio Zanotti    |